# سيتروين سي3 II
سيتروين سي3 II هي سيارة من تصنيع سيتروين، وهي الجيل الثاني من سيارة سيتروين سي3 بعد سيتروين سي3 I، وظهرت هذه السيارة أول مرة في يوليو 2009.